# Hugh Fitzcairn
Hugh Fitzcairn est un personnage de fiction de l'Univers d'Highlander joué par Roger Daltrey. C'est un des plus vieux amis de Duncan MacLeod, qu'il connaît depuis 358 ans. Le personnage est apparu pour la première fois dans l'épisode La traque dans la série télévisée Highlander. Il est tué par Kalas (David Robb) à Paris, devant la cathédrale Notre-Dame.

## Biographie fictive
- 1637, Italie : Première rencontre avec Duncan MacLeod, il lui sauve la vie, et ils décident d'apprendre à lire Fitz, qui a déjà 447 ans.

- 1696, France : Il se dispute avec Duncan pour les faveurs d'une immortelle, Gina, mais c'est finalement un autre immortel que Gina choisit, Robert De Valicourt.

- 1720, Angleterre : Fitz tente de voler la pierre de Scone dans l'abbaye de Westminster.

- 1796, France : Il sauve de la guillotine Robert De Valicourt, avec l'aide de Duncan et Gina.

- 1929, États-Unis : Assassiné il essaie de retrouver le coupable avec l'aide de Duncan, et découvre que c'est son épouse qui a tenté de le tuer.

- 1992, France : Darius est tué. Il enquête avec Duncan et ils découvrent l'existence des guetteurs. James Horton tente de le tuer, mais Duncan le sauve de justesse.

- 1995, France : Il est tué par Antonio Kalas.

- 1998, il est un ange revenu sur terre pour montrer à Duncan ce que ses amis seraient devenus s'il n'avait pas existé.